# Miyakojima-ku
Miyakojima-ku (都島区?, Miyakojima-ku) è uno dei 24 quartieri di Ōsaka, in Giappone. Si trova nella zona nord-est della città.

## Storia
Il quartiere è stato creato nell'aprile 1943 ed il suo territorio in precedenza faceva parte dei quartieri di Kita-ku e di Asahi-ku.

## Geografia fisica
La parte meridionale del quartiere gravita attorno alla stazione di Kyōbashi e alla sua circostante area commerciale, mentre nella parte settentrionale l'utilizzo è prevalentemente residenziale. È delimitato a nord-ovest dal fiume Yodo, ad ovest dall'Ōkawa e a sud dal Neyagawa. La riva lungo l'Ōkawa ospita il Parco Sakuranomiya, che è stato piantumato a ciliegi giapponesi ed è una delle aree verdi più affollate di Osaka nel periodo dell'hanami, quando i locali cittadini fanno i pic-nic sotto gli alberi per ammirare i boccioli di ciliegio (sakura?).

## Punti di interesse
- Parco Sakuranomiya

## Stazioni ferroviarie
- JR West
  - Stazione di Kyōbashi
  - Stazione di Sakuranomiya
  - Stazione di Ōsakajō-kitazume
- Metropolitana di Osaka
  - Noe-Uchindai
  - Miyakojima
  - Stazione di Kyōbashi
- Ferrovie Keihan
  - Stazione di Kyōbashi